# Distretto di Bougainville Centrale
Il distretto di Bougainville Centrale, in inglese Central Bougainville District, è un distretto della Papua Nuova Guinea appartenente alla Regione autonoma di Bougainville. Ha una superficie di 2.592 km² e 45.000 abitanti (stima nel 2000)

## Geografia antropica

### Suddivisioni amministrative
Il distretto è suddiviso in due Aree di Governo Locale:
- Arawa
- Wakunai